# Cleyera cuspidata
Cleyera cuspidata là một loài thực vật có hoa trong họ Pentaphylacaceae. Loài này được H.T.Chang & S.H.Shi mô tả khoa học đầu tiên năm 1991.